# فرار از حجله
فرار از حجله فیلمی به کارگردانی و نویسندگی جواد طاهری محصول سال ۱۳۵۴ است.

## خلاصه داستان
نبی (منوچهر طایفه) و نگار (نوش آفرین) به یکدیگر علاقه دارند؛ اما پدر (رضا رخشانی) و نامادری (شهناز) نگار به کمک چند اوباش در راه وصلت آن دو سنگ اندازی می‌کنند، و به نگار اطلاع می‌دهند که نبی در حادثه ای کشته شده‌است. آنها مصمم هستند که نگار را به عقد مرد میانسالی (مرتضی احمدی) درآورند. خودکشی نگار ناموفق می‌ماند، و پدر و نامادری اش او را پای سفرهٔ عقد می‌نشانند. نبی به کمک دوستش سلیمان (یدالله شیراندامی) نگار را در روز مراسم عقدکنان می‌رباید و به امام زاده‌ای می‌برد. عده ای مهاجم سلیمان را به شدت مضروب می‌کنند، و داماد با پناه گرفتن نبی در امام زاده مهاجمان را از تعرض به آنها بازمی‌دارد. سلیمان در کنار نبی، از شدت جراحات، جان می‌دهد و نبی، به تلافی، مهاجمان را با چوب دستی مضروب می‌کند. سرانجام با رسیدن مأموران ژاندارمری مهاجمان دستگیر و نگار و نبی به هم می‌رسند.

## بازیگران
- منوچهر طایفه
- نوش‌آفرین
- حسن رضایی
- یداله شیراندامی
- رضا رخشانی
- مرتضی احمدی
- شهناز
- اسداله یکتا
- ملیحه نصیری
- فریده بهرامی
- هدی بلغاری
- احمد مایانی
- علی ترابی
- قدیر
- کریم
- کامبیز آزاد
- عرش پورزارعی
- حسین شهاب
- احمد نادری
- جواد وفایی
- علی آزاد
- محمدتقی کهنمویی
- رضا
- حسن رضایی
- کریم چهل و یک